# Tara Babulfath
Tara Babulfath (ur. 3 stycznia 2006 w Sztokholmie) – szwedzka judoczka irańskiego pochodzenia, brązowa medalistka olimpijska.
Córka zapaśników Mohammada Babulfatha, olimpijczyka z 2004 i Idy Hellström. W młodości trenowała również tenis, łyżwiarstwo figurowe i gimnastykę. Treningi judo rozpoczęła w wieku 8 lat w klubie IK Södra. W 2023 roku zadebiutowała w seniorskich zawodach międzynarodowych, biorąc udział w mistrzostwach świata, na których odpadła w pierwszej walce z Kathariną Menz. Rok później zdobyła brązowy medal mistrzostw świata w kategorii do 48 kg. Wystąpiła również na igrzyskach olimpijskich w kategorii do 48 kg, na których pokonała w pierwszej rundzie Koreankę Lee Hye-kyeong, następnie Khalimajon Kurbonovą z Uzbekistanu i Włoszkę Assuntę Scutto w ćwierćfinale, po czym przegrała w półfinale z Japonką Natsumi Tsunodą, a w pojedynku o brązowy medal pokonała Abibę Abużakynową.
Reprezentantka Stockholms Judo Club. Ma dwóch braci i siostrę, która również trenuje judo. Posługuje się językami szwedzkim, perskim i angielskim.